# Vibrato (documentaire)
Pour plus de détails, voir Fiche technique et Distribution.
Vibrato est un film suisse réalisé par Jacqueline Veuve et sorti en 2012.

## Synopsis
La Chorale St-Michel dépend du collège St-Michel à Fribourg : elle accueille, quel que soit leur niveau et sans concours d'entrée, une cinquantaine de jeunes des diverses écoles de la ville. Anciens et nouveaux venus se retrouvent chaque année pour des répétitions et des concerts.

## Fiche technique
- Titre : Vibrato
- Réalisation : Jacqueline Veuve
- Scénario : Jacqueline Veuve et  Mélanie Pitteloud
- Photographie : Peter Guyer, Steff Bossert
- Son : Marc von Stürler et David Lipka
- Montage : Jean Reusser
- Musique : Thierry Fervant
- Société de production : P.S. Productions
- Pays de production :  Suisse
- Genre : documentaire
- Durée : 80 minutes
- Date de sortie : Suisse : 18 décembre 2012[1]

## Sélections
- Französische Filmtage Tübingen (Festival international du film francophone de Tübingen) 2012[2]
- Journées de Soleure 2013[3]